# Cầu Ải Trại
Cầu Ải Trại (chữ Hán:矮寨大桥, bính âm:Ǎi Zhài) là một cầu dây võng trên đường cao tốc G65 nối Bao Đầu-Mậu Danh gần Cát Thủ, Hồ Nam, Trung Quốc.
Với nhịp chính dài 1.146 mét (3,760 feet) và ở độ cao 350 m (1.150 ft) so với mặt đất, đây là cây cầu cao thứ 6 và cũng là cây cầu dây võng dài thứ 12 trên thế giới. Trên thế giới có 400 cây cầu treo bắc qua thung lũng tương tự nhưng cầu Ải Trại là cây cầu với nhịp chính dài nhất. Nó cũng là cầu cao nhất và dài nhất nối hai đường hầm.
Cầu Ải Trại được khởi công vào tháng mười 2007 và hoàn thành trước kế hoạch vào cuối năm 2011. Người ta tạm thời thông cầu cho người đi bộ vào lễ hội mùa xuân 2012 và cầu chính thức được khánh thành vào tháng ba 2012.
Ngân hàng Phát triển châu Á cho vay 208 triệu đô la để giúp đỡ xây dựng cầu; khoản vay dùng để xây 64 km (40 dặm) đường cao tốc và nâng cấp 129 km (80 dặm) đường địa phương. Cây cầu cùng với các công trình đường sá liên quan giảm thời gian đi lại giữa hai thị trấn Cát Thủ
và Trà Đống từ 4 giờ xuống còn hơn 1 giờ và thời gian đi từ thủ phủ Trường Sa của tỉnh Hồ Nam và thành phố trực thuộc trung ương Trùng Khánh từ vài ngày được rút xuống chỉ còn 8 tiếng.
Trưởng nhóm thiết kế Trương Niệm Lai cho biết cầu được quy hoạch với công nghệ và vật liệu hiện đại nhất, có thể chịu được mưa bão, băng giá và chịu lực cực tốt. Theo Trương, cầu có thể chịu được sức nặng của hơn 200 ôtô loại nhỏ băng qua cầu trong cùng một thời điểm. Trung Quốc gọi đây là "cây cầu chất lượng trăm năm".